# Ptychococcus
Genre
Classification phylogénétique
Espèces de rang inférieur
- Ptychococcus lepidotus
- Ptychococcus paradoxus

Ptychococcus est un genre de palmiers, des plantes de la famille des Arecaceae, natif de Nouvelle-Guinée et des îles Salomon.

## Classification
- Sous-famille des Arecoideae
  - Tribu des Areceae
    - Sous-tribu des Ptychospermatinae

Le genre Ptychococcus partage sa sous-tribu avec treize autres genres : Ptychosperma, Ponapea, Adonidia, Balaka, Veitchia, Carpentaria, Wodyetia, Drymophloeus, Normanbya, Brassiophoenix, Jailoloa, Manjekia et Wallaceodoxa .

## Espèces
- Ptychococcus lepidotus
- Ptychococcus paradoxus